# Harold Helgeson
Harold C. Helgeson (* 13. November 1931 in Minneapolis; † 28. Mai 2007 in Berkeley (Kalifornien)) war ein US-amerikanischer Geochemiker.
Helgeson wuchs in St. Paul auf und studierte Geologie an der Michigan State University mit dem Bachelor-Abschluss 1953. Danach prospektierte er ein Jahr Uran für Technical Mine Consultants in Kanada, bevor er zwei Jahre als Offizier in der Luftbildauswertung im Koreakrieg diente, wobei er in Wiesbaden stationiert war. Danach war er vier Jahre in der geologischen Prospektion in Südafrika tätig für die Anglo-American Corporation (Diamantensuche für De Beers in Namibia, Bergwerksgeologe in der President Steyn Gold Mine in Welkom und der Nkana Copper Mine in Kitwe in Sambia). 1959 war er wieder in den USA und studierte Geochemie an der Harvard University mit der Promotion bei Robert M. Garrels 1962. Aus seiner Dissertation wurde ein Buch über theoretische Geochemie der Entstehung hydrothermaler Erzlagerstätten bei hohen Temperaturen, das 1964 erschien. Er war kurz bei Shell Development in Houston, wo er sich mit Geothermie befasste, und ab 1965 Assistant Professor an der Northwestern University, wo er wieder mit Garrels zusammenarbeitete und mit ihm und Fred T. Mackenzie grundlegende theoretische Arbeiten über die hydrothermale Wechselwirkung im Gestein niedrigen und hohen Temperaturen und Drücken veröffentlichte. Ihm gelang es ein konsistentes Modell zu entwickeln, das Vorhersagen über einen breiten Bereich von Drücken und Temperaturen erlaubte. Das baute er auch für organische (biologische) Substanzen aus (mit Anwendungen in der Ölindustrie aber auch auf Fragen des Ursprungs des Lebens), als er 1970 Professor in Berkeley wurde. Mit seinen Mitarbeitern entwickelte er dazu auch Software.
Mit seinen Arbeiten war er ein Pionier der theoretischen Geochemie. In seiner letzten Arbeit stellte er eine neue Theorie der Entstehung von Erdöllagerstätten auf, wonach die geförderten Mengen nur Teil weit größerer tiefer liegender Reservoirs sind. Seine Codes wurden unter anderem vom Lawrence Livermore Labor für die Simulation von Uran-Transport in Grundwasser im Endlager-Projekt Yucca Flat benutzt.
1988 erhielt er den V. M. Goldschmidt Award und 2004 den Urey Award.
Er war passionierter Segler und wohnte in San Francisco.

## Schriften
- Complexing and hydrothermal ore deposition, Pergamon Press 1964
- Evaluation of irreversible reactions in geochemical processes involving minerals and aequous solutions I: Thermodynamic relations, Geochimica et Cosmochimica Acta, Band 32, 1968, S. 853–877
- Thermodynamics of hydrothermal systems at elevated temperatures and pressures, American Journal of Science, Band 267, 1969, S. 729–804
- A chemical and thermodynamic model of ore deposition in hydrothermal systems, Mineralogical Society of America Special Paper 3, 1968, S. 15–186
- Prediction of the thermodynamic properties of electrolytes at high pressures and temperatures, Physics and Chemistry of the Earth, Band 13/14, 1981, S. 1–177
- mit Dimitri Sverjensky, Everett L. Shock: Prediction of the thermodynamic properties of aqueous metal complexes to 1000 C and 5 kb, Geochimica et Cosmochimica Acta, Band 61, 1997, S. 1359–1412
- mit Laurent Richard: Calculation of the thermodynamic properties at elevated temperatures and pressures of saturated and aromatic high molecular weight solid and liquid hydrocarbons in kerogen, bitumen, petroleum, and other organic matter of biogeochemical interest, Geochimica et Cosmochimica Acta, Band 62, 1998, S. 3591–3636